# Kim Jeong-ho (Kartograf)
Kim Jeong-ho (* 1804; † 1866) war ein koreanischer Geograph und Kartograf zur Zeit der späten Joseon-Dynastie.
Kim soll 1804 in Bongsan in der Provinz Hwanghae geboren worden sein. Sein Künstlername lautete Gosanja. Er wurde berühmt für die Karten bzw. Kartensammlungen Cheonggudo (청구도, 靑邱圖), Dongyeodo (동여도, 東輿圖) und Daedong Yeojido (대동여지도, 大東輿地圖). Seine Kartensammlung Cheonggudo von 1834 ist die größte der alten Karten von Korea und besteht aus zwei Bänden mit hunderten kolorierten Blättern. Die Daedong Yeojido von 1861 ist 6,7 Meter hoch und 3,3 Meter breit und unterteilt die koreanische Halbinsel in 22 verschiedene Bereiche. Sie gilt als sein Meisterwerk und steht auf der Liste der Schätze Koreas (Nr. 850). 1864 soll er ins Gefängnis gesperrt worden sein, da seine Karten durch die neuen Machthaber als Gefahr für die nationale Sicherheit eingestuft worden sein sollen.
Der Asteroid 95016 wurde zu seinen Ehren  Kimjeongho getauft.
Park Bum Shin veröffentlichte 2009 einen biografischen Roman über Kim Jeong-ho unter dem Titel Gosanja (고산자), der 2016 als Gosanja, Daedongyeojido (고산자, 대동여지도, intl.: The Map Against the World) verfilmt wurde. 2021 erschien der Roman in deutscher Übersetzung als Der Kartograf.

## Galerie

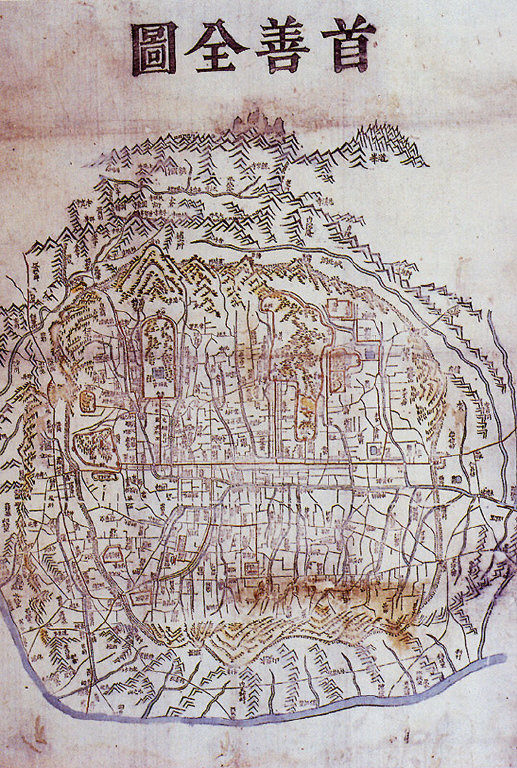
Suseon Jeondo, alte Karte von Seoul (1824–1834)
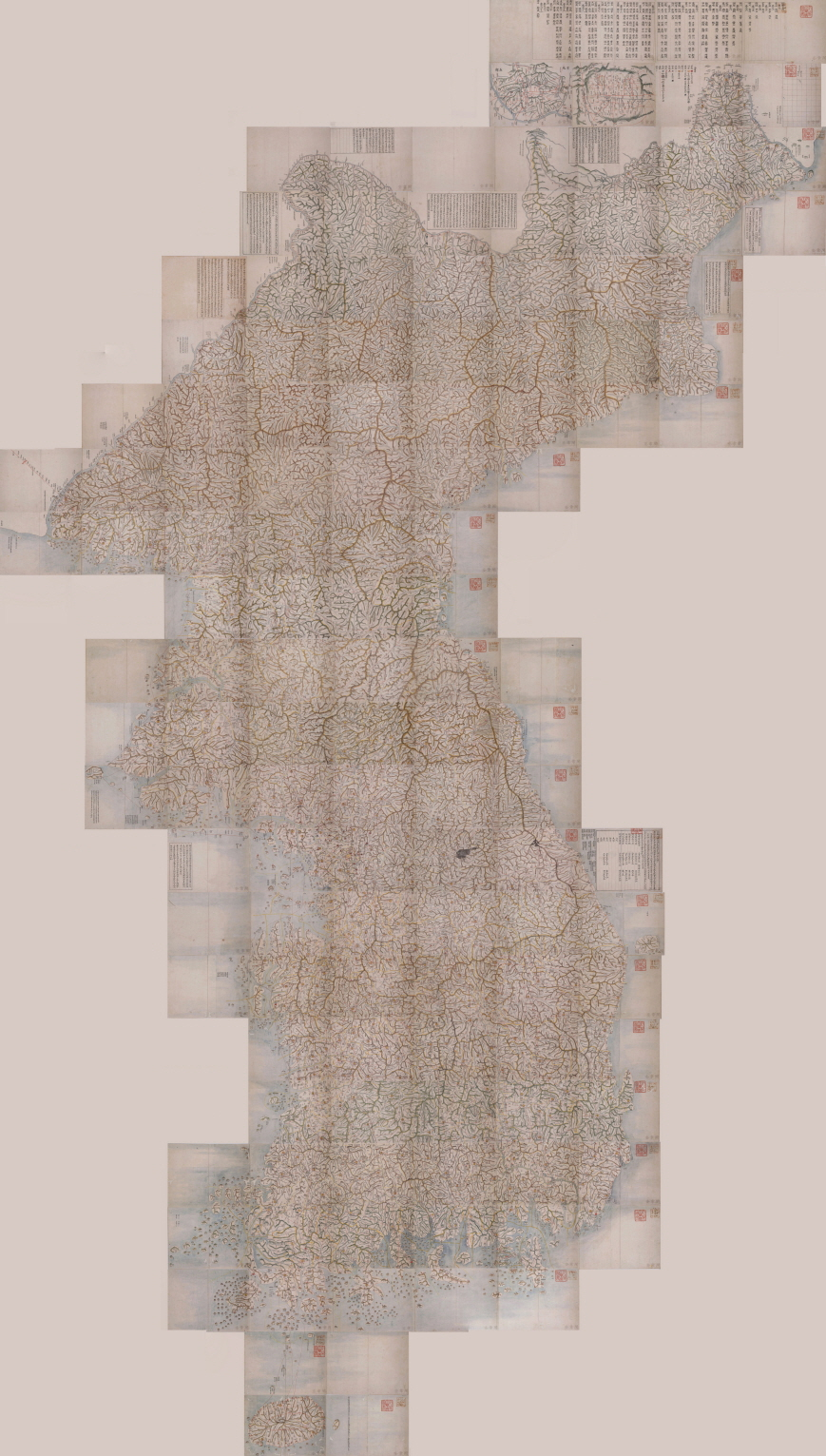
Dongyeodo (1861)
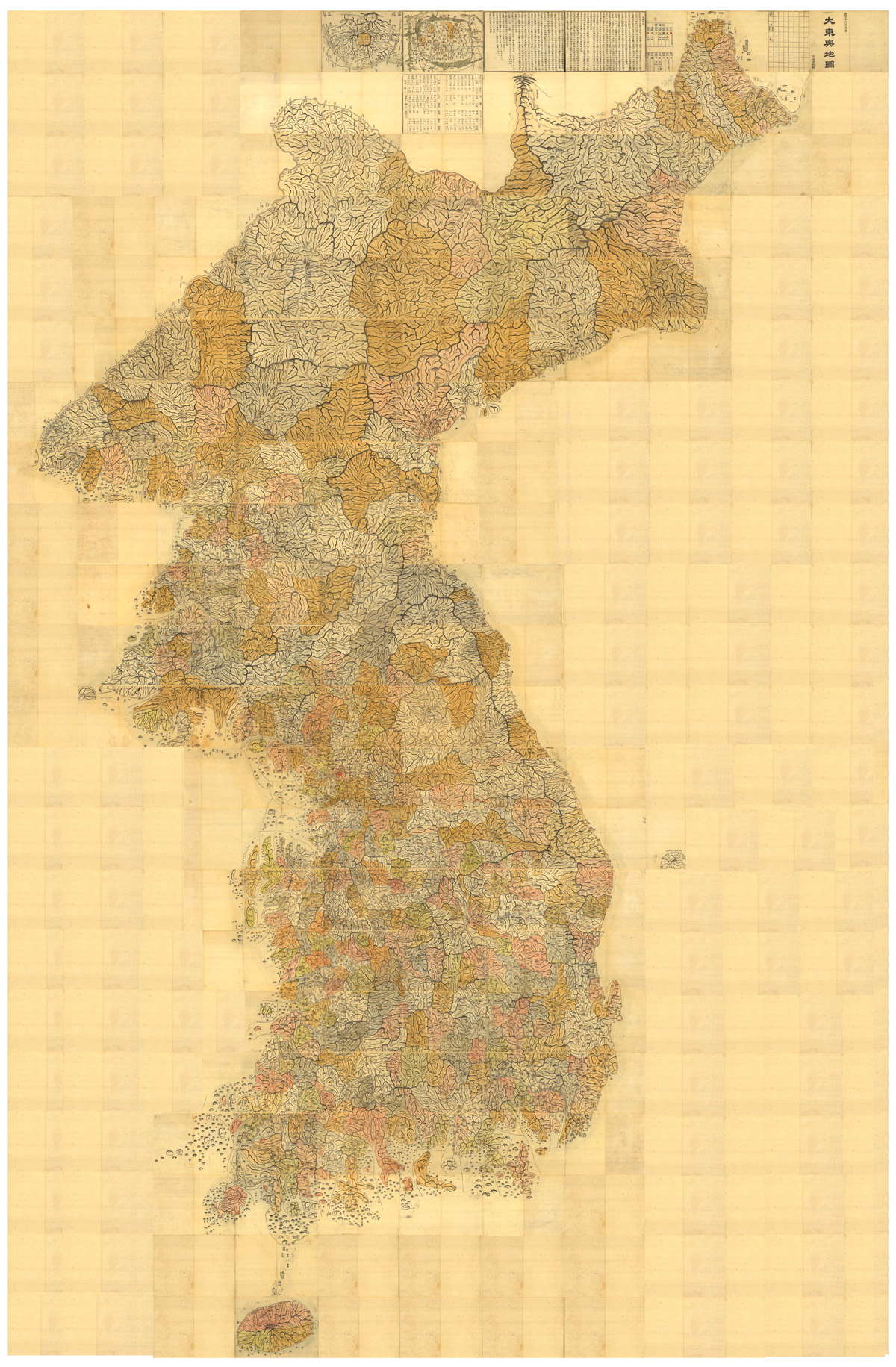
Daedong Yeojido (1861)